# 仙田満
仙田 満（せんだ みつる、1941年12月8日 - ）は、日本の建築家（東京工業大学工学博士）、環境デザイナー。株式会社環境デザイン研究所会長（創設者）。
東京工業大学名誉教授。専門は、建築学・環境デザイン。1982年（昭和57年）に「こどものあそび環境の構造に関する研究」で東京工業大学より工学博士号を取得。

## 来歴
神奈川県横浜市出身。東京工業大学建築学科卒業後、1964年菊竹清訓建築設計事務所へ入所。1968年環境デザイン研究所を創設し代表に就任。琉球大学工学部建築学科教授（1984年 - 1987年）、名古屋工業大学社会開発工学科教授（1988年 - 1992年）、東京工業大学工学部建築学科教授（1992年 - 2005年）、日本建築学会会長（2001年 - 2003年）、放送大学教養学部教授（2007年 - 2012年）。2004年こども環境学会会長。2008年には、国立霞ヶ丘競技場陸上競技場の将来を検討する文部科学省の「調査研究協力者会議」に参加した。その後、2012年に国立競技場建て替えの最初のコンペに応募し、最終候補の計11作品のうち唯一、木造を取り入れたスタジアムを提案していた。
建築家としては児童向け公共建築を多く手がける。初の作品は仙台市太白区の向山中央公園に1969年に設置された遊具。
造形作家の脇田愛二郎と共同制作を行った。
複数の道や広場を組み合わせた「遊環構造」という建築コンセプトを提唱している。仙田は、子供にとって遊びやすい空間を研究し、導き出した空間構造を、MAZDA Zoom-Zoom スタジアム広島など様々な建築で生かしてきた。

## 主な作品
（仙田満＋環境デザイン研究所作品含む）
| - 野中保育園 - 愛知県児童総合センター - 山梨県立科学館 - 浜松科学館 - 兵庫県立但馬ドーム - 富岩運河環水公園 - 海南市わんぱく公園 - 京都アクアリーナ - 末吉リバーサイドテラス - 福井まちなか文化施設 響のホール - 桜山の家 - 伊勢原市立図書館 - 富山県立こどもみらい館 | - ゆうゆうのもり幼稚園 - ミュージアムパーク茨城県自然博物館 - 相模川ふれあい科学館 - 横浜市入船公園 - 東京辰巳国際水泳場 - 多摩六都科学館 - 東京工業大学すずかけホール - 慶應義塾大学協生館 - 町田市鶴川駅前公共施設 - MAZDA Zoom-Zoom スタジアム広島 - 国際教養大学図書館 - 石川県立図書館（新図書館） - 軽井沢風越学園 |

## 主な受賞歴
（仙田満＋環境デザイン研究所作品含む）
| - 毎日デザイン賞（1978年） - 都市公園コンクール設計部門建設大臣賞（1988年） - 日本建築学会霞が関ビル記念賞（1993年） - 日本建築学会北陸建築文化賞（1994年） - 兵庫県但馬ドーム設計競技最優秀賞（1995年） - 日本造園学会賞（1996年） - 日本建築学会賞（作品賞）（1997年） | - 中部建築賞（2000年） - 日本建築士会連合会賞（2000年） - グッドデザイン賞（2001年、2002年、2014年） - 石川県建築賞（2003年） - 日本建築家協会賞（2010年） - 村野藤吾賞（2011年） - BCS賞（2021年） |

## 主な著作・共著・編著
- 『こどものあそび環境』（筑摩書房 1984年）
- 『あそび環境のデザイン』（鹿島出版会 1987年）
- 『子どもとあそび—環境建築家の眼--』（岩波書店 1992年）
- 『環境デザインの方法』（彰国社 1998年）
- 『プレイストラクチャー—こどものあそび環境デザイン--』（柏書房 1998年）
- 『自然体験学習施設』（市ヶ谷出版社 2000年）
- 『幼児のための環境デザイン』（世界文化社 2001年）
- 『環境デザインの展開—コンセプトとプロセス--』（鹿島出版会 2002年）
- 『21世紀建築の展望』（丸善 2003年）
- 『続モダニズム建築の軌跡—環境へ--』（INAX出版 2003年）
- 『元気が育つ家づくり—建築家×探訪家×住み手--』（岩波書店 2005年）、渡辺篤史共著
- 『環境デザイン講義』（彰国社 2006年）
- 『環境デザイン論』（放送大学教材、2009年）
- 『こどものあそび環境』（鹿島出版会、2009年）
- 『都市環境デザイン論』（放送大学大学院教材、2010年）、佐藤滋共編
- 『産業とデザイン』（放送大学教材、2012年）、若山滋共編
- 『人が集まる建築　環境×デザイン×こどもの研究』（講談社現代新書、2016年）
- 『こどもの庭　仙田満＋環境デザイン研究所の「園庭・園舎30」』（世界文化社、2016年）、藤塚光政写真
- 『こどもを育む環境 蝕む環境』（朝日選書、2018年）
- 『遊環構造デザイン　円い空間が未来をひらく』（放送大学叢書：左右社、2021年）